# Papaipema silphii
Papaipema silphii là một loài bướm đêm trong họ Noctuidae.